# Экссудат

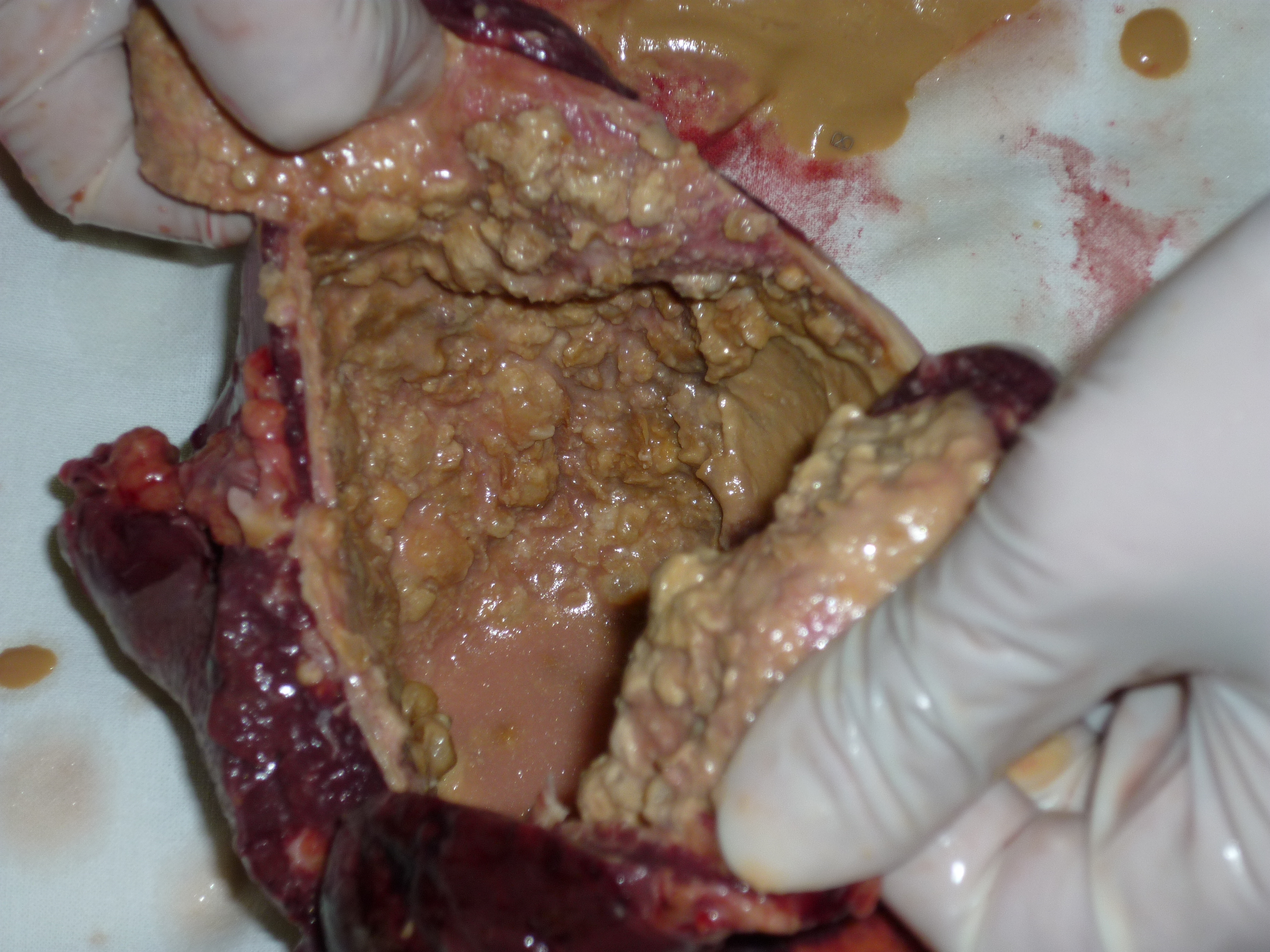
Абсцесс селезёнки: в полости абсцесса, занимающей практически весь орган, выявляется гнойный экссудат

Экссуда́т (лат. exsudo «выхожу наружу, выделяюсь»; exsudatum от ex- «из» + sudo, sudatum «потеть») — жидкость, выделяющаяся в ткани или полости организма из мелких кровеносных сосудов при воспалении.
Экссуда́ция — процесс выделения экссудата.

## Терминология
Термины «экссудат» и «экссудация» употребляются только по отношению к воспалению и призваны подчеркнуть отличие воспалительной жидкости (и механизма её образования) от межклеточной жидкости и транссудата.

## Механизм экссудации
Механизм экссудации включает 3 основных фактора:
1. повышение проницаемости сосудов (венул и капилляров) в результате воздействия медиаторов воспаления и в ряде случаев самого воспалительного агента;
2. увеличение кровяного (фильтрационного) давления в сосудах очага воспаления вследствие гиперемии;
3. возрастание осмотического и онкотического давления в воспалённой ткани в результате альтерации и начавшейся экссудации и, возможно, снижение онкотического давления крови из-за потери белков при обильной экссудации.

Сохраняющееся динамическое равновесие между данными механизмами обеспечивается тем, что всасывающая способность плевры у здорового человека почти в 3 раза превышает её секретирующую способность, поэтому в плевральной полости содержится лишь незначительное количество жидкости.
Ведущим фактором экссудации является повышение проницаемости сосудов. Оно, как правило, является двухфазным и включает немедленную и замедленную фазы. Первая возникает вслед за действием воспалительного агента, достигает максимума на протяжении нескольких минут и завершается в среднем в течение 15—30 мин. Вторая фаза развивается постепенно, достигает максимума через 4—6 ч и длится иногда до 100 ч в зависимости от вида и интенсивности воспаления. Следовательно, экссудативная фаза воспаления начинается немедленно и продолжается более 4 суток.

## Классификация
В случае выделения жидкости в воспалённые ткани речь идёт о раневом экссудате (лат. exsudo vulnerale), а при выделении жидкости в полости организма — об экссудативном выпоте (лат. effusion). Нередко термины выпот и экссудат считаются синонимами, что является не совсем верным, так как термин «экссудат» применим только к воспалению, а выпот не всегда носит воспалительный характер.
По макроскопическим признакам выделяют основные виды экссудата: серозный, фибринозный, гнойный, гнилостный, геморрагический. Выделяют смешанные формы экссудата — серозно-фибринозный, серозно-гнойный, серозно-геморрагический, гнойно-фибринозный. Кроме того, по макроскопическим признакам некоторые авторы выделяют и более редкие формы экссудата: слизистый (лат. exsudo mucosum), слизисто-геморрагический (лат. exsudo mucohaemorrhagicum), молочновидные (хилёзный, хилусоподобный, псевдохилёзный, холестериновый).
По цитологической картине различают несколько типов экссудатов: нейтрофильный, лимфоцитарный, эозинофильный и мононуклеарный, а также смешанные формы. Для острого воспаления характерно преобладание в экссудате нейтрофилов, для хронического — лимфоцитов и моноцитов, для аллергического — эозинофилов.

## Отдельные виды экссудатов

### Серозный
Серозный экссудат (лат. exsudo serosum) представляет собой почти прозрачную жидкость. По своему составу он наиболее близок к транссудату. Содержит небольшое количество (3-5 %) белка (в основном альбумины) и полиморфноядерных лейкоцитов. Имеет невысокую удельную плотность (1015—1020) и pH 6—7. После его центрифугирования в осадке содержится единичные сегментоядерные гранулоциты и слущенные клетки серозных оболочек.
Как правило, такой экссудат образуется при воспалении серозных оболочек (серозный перитонит, плеврит, перикардит), реже встречается при воспалении в паренхиматозных органах. Характерен для ожогового, вирусного или аллергического воспаления.
Серозный экссудат легко рассасывается и не оставляет никаких следов или образует незначительное утолщение серозных оболочек.

### Фибринозный
Для фибринозного экссудата (лат. exsudo fibrinosum) характерно высокое содержание фибриногена, обусловленное значительным повышением проницаемости сосудов. При взаимодействии с повреждёнными или воспалёнными тканями фибриноген трансформируется в фибрин, который на поверхности серозных оболочек выпадает в виде ворсинчатых масс, а на поверхности слизистых оболочек — в виде плёнок. Вследствие большого содержания в таком экссудате фибрина его плотность больше, чем плотность серозного экссудата.
Фибринозная экссудация может появляться при воспалении, вызванном возбудителями дизентерии, туберкулёза, дифтерии, а также вирусами, токсинами эндогенного (уремия) или экзогенного (отравление сулемой) происхождения.
На серозных оболочках выпавший фибрин частично подвергается аутолизу, но большая его часть организуется, в связи с чем образуются спайки и рубцы. На слизистых оболочках фибрин подвергается аутолизу и отторгается, оставляя язвы, глубина которых определяется глубиной выпадения фибрина. Со временем язвы заживают.

### Гнойный
Гнойный экссудат (лат. exsudo purulentum), или гной, макроскопически представляет собой мутную вязкую жидкость зеленоватого оттенка. Он содержит большое количество полиморфноядерных лейкоцитов, преимущественно разрушенных (гнойные тельца), альбумины, глобулины, нити фибрина, ферменты и продукты протеолиза тканей.
Гнойный экссудат может выделяться при воспалении в любой ткани, органе, серозных полостях, коже и образовывать абсцесс или флегмону.
Он характерен для воспаления, вызванного стафилококками, стрептококками, менингококками, гонококками, микобактериями, патогенными грибками.

### Гнилостный
Гнилостный экссудат (ихорозный) (лат. exsudo putrida) представляет собой жидкость грязновато-зелёного цвета, имеющую неприятный запах индола или скатола. Образуется в случае, если воспаление вызвано анаэробными бактериями. При таком воспалении ткани подвергаются гнилостному разложению.

### Геморрагический
Геморрагический экссудат (лат. exsudo haemorrhagicum) окрашен в розовый или красный цвет. Эту окраску придают экссудату содержащиеся в нём в большом количестве эритроциты, которые попадают в него при значительном повышении проницаемости или разрушении сосудов в ходе воспаления.
Такой экссудат характерен при воспалении, вызванном высоковирулентными микроорганизмами — возбудителями чумы, сибирской язвы, чёрной оспы, токсического гриппа. Кроме того, он наблюдается при туберкулёзных плевритах, аллергическом воспалении и злокачественных новообразованиях.

### Слизистый
Слизистый экссудат (лат. exsudo mucosum) отличается от серозного высоким содержанием муцина, псевдомуцина, секреторных антител (иммуноглобулинов класса А) и лизоцима. Образуется при воспалении слизистых оболочек носоглотки, воздухоносных путей лёгких, желудочно-кишечного тракта.

### Хилёзный
Хилёзный экссудат визуально напоминает молоко. Он содержит хилус (лимфу), выделяющийся из лимфатических сосудов. Его белая окраска обусловлена высоким содержанием жира. При отстаивании такого экссудата образуется верхний сливкообразный слой, состоящий из жира. Кроме того, в нём содержатся эритроциты, лимфоциты и небольшое количество полиморфноядерных лейкоцитов.
Хилёзный экссудат чаще всего наблюдается в брюшной полости, но бывает и в плевральной полости при разрыве грудного протока, межрёберных и легочных лимфатических сосудов.

### Хилусоподобный
Хилусоподобный экссудат (лат. hydrops chyliformis s. adiposus) также имеет молочный цвет, как и хилёзный экссудат, который, однако, обусловлен наличием в нём распавшихся перерождённых клеток. Жира же в нём встречается гораздо меньше, чем в хилёзных экссудатах, и при микроскопии он обычно выглядит как более крупные жировые шарики.
Хилусоподобный экссудат бывает вследствие хронического воспаления серозных оболочек и обычно наблюдается в брюшной полости — при атрофическом циррозе печени, а в плевральных полостях — при туберкулёзе, сифилисе и злокачественных новообразованиях плевры.

### Псевдохилёзный
Псевдохилезный экссудат имеет вид разбавленного молока, но, в отличие от хилёзного и хилусоподобного экссудатов, или совсем не содержит жира, или содержит его менее 0,15 %, то есть молочный цвет этого экссудата не может быть обусловлен жиром. Причина окраски этого экссудата достоверно неизвестна: это может быть вызвано наличием в нём белковых тел, мукоидного вещества, особым агрегатным состоянием частиц глобулина, нуклеинами и мукоидами или лецитином.
Такой экссудат при стоянии не образует сливкообразного слоя и не осветляется от прибавления эфира: от осмиевой кислоты он приобретает лишь коричневый оттенок или совсем не изменяет своего цвета. Обычно он не свёртывается или даёт даже ничтожное количество фибрина.
Встречается при липоидной дегенерации почек.

### Холестериновый
Холестериновый экссудат представляет собой густую жидкость желтоватого или буроватого цвета с перламутровым оттенком. Примесь распавшихся эритроцитов может придавать ему шоколадный оттенок. Содержит кристаллы холестерина.
Такой экссудат находится в длительно существующей (до нескольких лет) осумковавшейся серозной полости. Он образуется из любого вида экссудата при наличии обратного всасывания из полости воды и некоторых минеральных компонентов экссудата, а также при отсутствии притока жидкости в полость.

### Нейтрофильный
Нейтрофильный экссудат определяется при микроскопическом исследовании жидкости. Он характеризуется высоким содержанием нейтрофилов. По своему внешнему виду он может быть как серозным, так и гнойным. При серозном нейтрофильном экссудате, как правило, в жидкости содержатся неповреждённые нейтрофилы. Такой экссудат образуется при начальной фазе нагноения и, другими словами, представляет собой микрогнойный экссудат.
В гнойном нейтрофильном экссудате все нейтрофилы находятся в стадии дегенерации и значительной деструкции.

### Эозинофильный
В эозинофильном экссудате при микроскопии количество эозинофилов в серозной жидкости иногда достигает 97 % клеточного состава. Иногда эозинофилы составляют лишь 10—20 % от клеточного состава экссудата, а остальные клетки представлены лимфоцитами. В таких случаях говорят о эозинофильно-лимфоцитарном экссудате. Наряду с эозинофилами и лимфоцитами, в нём бывают представлены гистиоциты, базофилы и нейтрофилы.
Он может наблюдаться при туберкулёзе и других инфекциях, абсцессе, травмах, множественных метастазах рака в лёгкие, миграции личинок аскарид в лёгкие.

### Лимфоцитарный экссудат
При микроскопическом исследовании такого экссудата лимфоциты составляют до 90 % его клеточного состава.
Он характерен для туберкулёзного плеврита.

### Мононуклеарный
Мононуклеарный тип экссудата определяется при микроскопическом исследовании жидкости. Он состоит из моноцитов, макрофагов, клеток мезотелия и клеток типа моноцитоидных.
Наличие моноцитов в таком экссудате говорит о наличии быстро преходящей фазы в течение экссудативного процесса. Макрофаги и слущенный мезотелий выявляются при кровоизлияниях в полости, при хилёзных экссудатах, в экссудатах после экстраплеврального пневмолиза. Перерождённые мезотелиальные клетки встречаются при неопластических процессах, мезотелиоме, раке плевры и метастазах рака в плевре.

## Отличие экссудата от транссудата

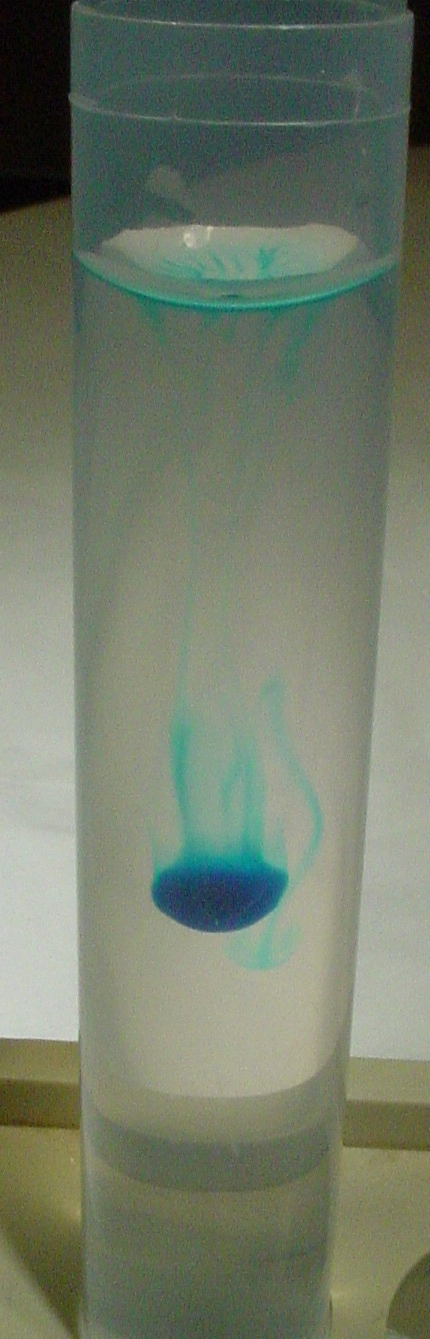
Положительная проба Ривальта. Для лучшей визуализации жидкость была окрашена метиленовым синим.

При дифференциальной диагностике выпотов важно отличать экссудат от транссудата. Транссудат образуется из-за нарушения гидростатического или коллоидно-осмотического давления, а не воспаления. По своему составу наиболее близок к транссудату серозный экссудат.
Транссудат содержит небольшое количество белка, по сравнению с экссудатом. Разницу между транссудатом и экссудатом можно определить, измерив удельный вес жидкости, который косвенно будет говорить о содержании в ней белка. Кроме того, при определении природы жидкости может оказаться полезной проба Ривальта.
| Сравнительные характеристики экссудата и транссудата |                                                                                  |               |
| Характеристика                                       | Транссудат                                                                       | Экссудат      |
| Причина образования                                  | Повышенное гидростатическое давление, пониженное коллоидно-осмотическое давление | Воспаление    |
| Удельный вес                                         | менее 1015                                                                       | более 1015    |
| Белок                                                | менее 30 г/л                                                                     | более 30 г/л  |
| Соотношение: белок выпота / белок сыворотки          | менее 0,5                                                                        | более 0,5     |
| Соотношение: ЛДГ выпота / ЛДГ сыворотки              | менее 0,6                                                                        | более 0,6     |
| Проба Ривальта                                       | Отрицательная                                                                    | Положительная |
| Лейкоциты в 1 мкл                                    | менее 1000                                                                       | более 1000    |

## Биологическое значение экссудации
Биологический смысл экссудации как компонента воспаления заключается в том, что вместе с экссудатом в альтерированную ткань выходят иммуноглобулины, активные компоненты комплемента, ферменты плазмы, кинины, биологически активные вещества, которые освобождаются активированными клетками крови. Поступая в очаг воспаления, они совместно с тканевыми медиаторами обеспечивают опсонизацию патогенного агента, стимулируют фагоцитирующие клетки, участвуют в процессах лизиса микроорганизмов, обеспечивают очищение раны и последующую репарацию ткани. 
В экссудате обнаруживаются продукты обмена веществ, токсины, токсические факторы патогенности, вышедшие из тока крови, то есть фокус очага воспаления выполняет дренажную функцию. За счёт экссудата происходит сначала замедление кровотока в очаге воспаления, а затем и полная остановка кровотока при сдавлении капилляров, венул и лимфатических сосудов. Последнее приводит к локализации процесса и препятствует диссеминации инфекции и развитию септического состояния.
В то же время скопление экссудата может приводить к развитию болевых ощущений вследствие сдавления нервных окончаний. В результате сдавления паренхиматозных клеток и нарушения в них микроциркуляции могут возникнуть расстройства функций различных органов. При организации экссудата могут образовываться спайки, вызывающие смещение, деформацию и патологию функций различных структур.

## Комментарии
1. ↑  К полиморфноядерным лейкоцитам (гранулоцитам, микрофагам) относятся: нейтрофилы, базофилы и эозинофилы.
2. ↑  Сегментоядерные гранулоциты (сегментоядерные нейтрофильные гранулоциты) — «зрелый формы» нейтрофилов.
3. ↑  Этим видом экссудата обусловлены Архивная копия от 24 октября 2013 на Wayback Machine крупозный и дифтеритический типы воспаления.
4. ↑  Организация — прорастание соединительной тканью.
5. ↑  Хилус или млечный сок — это лимфа, текущая от кишечника и смешанная с всосавшимися продуктами кишечного пищеварения.